# Graham Oliver
Graham Oliver (Mexborough; 6 de julio de 1952) es un músico y compositor inglés, conocido por ser guitarrista y uno de los miembros fundadores de la banda de heavy metal Saxon. En 1995 y junto a Steve Dawson refundaron Son of a Bitch con la participación de algunos de sus excompañeros de Saxon, agrupación que posteriormente pasó a llamarse Oliver/Dawson Saxon. Adicional a su carrera musical, Graham también es un coleccionista de cerámica y es considerado por la Sociedad del Patrimonio del Distrito y Mexborough como una de las principales autoridades de esa industria en Yorkshire del Sur.

## Carrera
Su carrera inició en 1970 en una banda llamada Blue Condition, donde conoció a Steve Dawson. En 1976 ambos se unieron a los músicos Biff Byford y Paul Quinn y fundaron Son of a Bitch, que a finales de 1978 pasó a llamarse Saxon, ya con el batería Pete Gill en la formación. Se mantuvo en la banda hasta 1995, tras retirarse de esta después del lanzamiento del álbum Dogs of War.
Tras esto se unió a Dawson y a Gill para reformar Son of a Bitch y lanzaron un nuevo disco llamado Victim You, junto al exvocalista de Thunderhead, Ted Bullet. Después de la gira del álbum, Bullet y Gill se retiraron de la banda y fueron reemplazados por John Ward y por otro exbaterista de Saxon, Nigel Durham.
A finales de la década de los noventa, Oliver y Dawson decidieron inscribir como marca registrada el nombre Saxon, que les trajo problemas legales, con el vocalista de Saxon, Biff Byford, que los demandó obteniendo en 2003 el favor de la corte, obligando a Oliver a devolver la inscripción y cambiando el nombre de su banda a Oliver/Dawson Saxon.
Durante el mismo período lanzó hasta ahora su único disco como solista End of an Era, del cual cinco canciones fueron posteriormente interpretada por él y la banda Bullrush para el disco Goodbye to Yesterday. Por otro lado, en 2012 Oliver/Dawson Saxon publicaron el disco Motorbiker, que inició una de sus giras más grandes desde su fundación.

## Discografía
| - 1979: Saxon - 1980: Wheels of Steel - 1980: Strong Arm of the Law - 1981: Denim and Leather - 1982: The Eagle Has Landed (en vivo) - 1983: Power & the Glory - 1984: Crusader - 1985: Innocence Is No Excuse - 1986: Rock the Nations - 1988: Destiny - 1989: Rock 'n' Roll Gypsies - 1991: Solid Ball of Rock - 1992: Forever Free - 1995: Dogs of War | - 1996: Victim You - 2000: Re://Loaded - 2003: It's Alive - 2003: The Second Wave: 25 Years of NWOBHM - 2012: Motorbiker - 2014: Blood and Thunder - Live - 2006: Goodbye to Yesterday - 2001: End of an Era |